# 杯鞘石斛
杯鞘石斛（学名：Dendrobium gratiosissimum）为兰科石斛属下的一个种。

## 扩展阅读
- 维基共享资源上的相關多媒體資源：杯鞘石斛
- 維基物種上的相關：杯鞘石斛